# LAPACK
LAPACK е софтуерна библиотека за решаване на основни проблеми от линейната алгебра. Написана е на Фортран с помощта на библиотеката BLAS.
LAPACK се възприема като наследник на библиотеките LINPACK и EISPACK, предлагайки по-добра производителност на съвременните компютърни архитектури.